# Уилсон, Ди Джей
Ди Джей Уилсон (англ. D.J. Wilson, род. 19 февраля 1996 года) — американский профессиональный баскетболист. До прихода в НБА играл за баскетбольную команду университета Уэйк-Форест. Был выбран на драфте НБА 2017 года в первом раунде под общим 17-м номером. На студенческом уровне выступал за команду Мичиган.

## Карьера в НБА

### Милуоки Бакс (2017—2021)
22 июня 2017 года он был выбран на драфте НБА 2017 года командой «Милуоки Бакс». 6 июля 2017 Уилсон подписал с командой контракт.
Уилсон принял участие в Летней лиге НБА. 20 октябре 2017 года он дебютировал в чемпионате НБА против "Кливленд Кавальерс. Совершил свой первый подбор 29 октября в матче с «Атланта Хокс» и первые очки против "Оклахома-Сити Тандер.
24 октября 2019 года «Бакс» повторно активировали опцию команды в контракте новичка Уилсона, продлив контракт до сезона 2020-21. Уилсон набрал максимальные за карьеру 19 очков 2 декабря в матче против «Нью-Йорк Никс».

### Хьюстон Рокетс (2021)
19 марта 2021 года Уилсон был обменян в «Хьюстон Рокетс» вместе с Ди Джеем Огастином и пиками на Пи Джей Такера и Родиона Куруца.1 августа «Рокетс» не стали выставлять Уилсону квалификационное предложение на сумму 6,9 млн долларов, что сделало его неограниченно свободным агентом.

### Оклахома-Сити Блю (2021)
27 сентября 2021 года Уилсон подписал контракт с «Оклахома-Сити Тандер». 15 октября Уилсон был отчислен «Оклахома-Сити» и он присоединился к клубу Джи-Лиги «Оклахома-Сити Блю». В 13 играх он набирал в среднем 13,9 очка и 9,6 подбора.

### Торонто Рэпторс (2021—2022)
22 декабря 2021 года Уилсон подписал 10-дневный контракт с «Торонто Рэпторс» после того, как команда получила исключение. 7 января 2022 года он подписал второй 10-дневный контракт.

### Возвращение в Блю (2022)
17 января 2022 года Уилсон был вновь присоединился к «Оклахома-Сити Блю».

### Возвращение в Торонто (2022)
28 февраля 2022 года Уилсон подписал 10-дневный контракт с «Торонто Рэпторс». Он был отчислен 6 марта.

### Третье пребывание в составе Блю (2022)
7 марта 2022 года Уилсон был вновь присоединился к «Оклахома-Сити Блю». Однако на следующий день был отчислен.

### Четвертое пребывание в Оклахома-Сити Блю (2022—2023)
8 июля 2022 года «Торонто Рэпторс» объявили о подписании двухлетнего контракта с Уилсоном на минимальных условиях. Игрок был отчислен 15 октября 2022 года. 3 ноября 2022 года Уилсон присоединился к «Оклахома-Сити Блю».

### Лейкленд Мэджик (2023—настоящее время)
12 февраля 2023 года Уилсон был обменян в «Лейкленд Мэджик» на выбор первого раунда драфта Джи-Лиги 2023 года.

## Статистика

### Статистика в НБА
| Сезон                                                                                    | Команда     | Регулярный сезон | Регулярный сезон | Регулярный сезон | Регулярный сезон | Регулярный сезон | Регулярный сезон | Регулярный сезон | Регулярный сезон | Регулярный сезон | Регулярный сезон | Регулярный сезон | Серия плей-офф | Серия плей-офф | Серия плей-офф | Серия плей-офф | Серия плей-офф | Серия плей-офф | Серия плей-офф | Серия плей-офф | Серия плей-офф | Серия плей-офф | Серия плей-офф |
| Сезон                                                                                    | Команда     | GP               | GS               | MPG              | FG%              | 3P%              | FT%              | RPG              | APG              | SPG              | BPG              | PPG              | GP             | GS             | MPG            | FG%            | 3P%            | FT%            | RPG            | APG            | SPG            | BPG            | PPG            |
| ---------------------------------------------------------------------------------------- | ----------- | ---------------- | ---------------- | ---------------- | ---------------- | ---------------- | ---------------- | ---------------- | ---------------- | ---------------- | ---------------- | ---------------- | -------------- | -------------- | -------------- | -------------- | -------------- | -------------- | -------------- | -------------- | -------------- | -------------- | -------------- |
| 2017/18                                                                                  | Милуоки     | 22               | 0                | 3,2              | 56,3             | 40,0             | 50,0             | 0,5              | 0,1              | 0,1              | 0,0              | 1,0              | Не участвовал  | Не участвовал  | Не участвовал  | Не участвовал  | Не участвовал  | Не участвовал  | Не участвовал  | Не участвовал  | Не участвовал  | Не участвовал  | Не участвовал  |
| 2018/19                                                                                  | Милуоки     | 48               | 3                | 18,4             | 41,4             | 36,2             | 55,3             | 4,6              | 1,1              | 0,4              | 0,4              | 5,8              | 8              | 0              | 5,3            | 50,0           | 20,0           | 100,0          | 1,3            | 0,5            | 0,0            | 0,1            | 2,4            |
| 2019/20                                                                                  | Милуоки     | 37               | 1                | 9,8              | 39,4             | 24,7             | 61,1             | 2,5              | 0,7              | 0,1              | 0,1              | 3,6              | Не участвовал  | Не участвовал  | Не участвовал  | Не участвовал  | Не участвовал  | Не участвовал  | Не участвовал  | Не участвовал  | Не участвовал  | Не участвовал  | Не участвовал  |
| 2020/21                                                                                  | Милуоки     | 12               | 0                | 8,7              | 37,2             | 35,7             | 50,0             | 2,1              | 0,3              | 0,1              | 0,3              | 3,6              | Не участвовал  | Не участвовал  | Не участвовал  | Не участвовал  | Не участвовал  | Не участвовал  | Не участвовал  | Не участвовал  | Не участвовал  | Не участвовал  | Не участвовал  |
| 2020/21                                                                                  | Хьюстон     | 23               | 1                | 14,3             | 41,6             | 33,9             | 69,6             | 3,8              | 0,9              | 0,4              | 0,5              | 6,1              | Не участвовал  | Не участвовал  | Не участвовал  | Не участвовал  | Не участвовал  | Не участвовал  | Не участвовал  | Не участвовал  | Не участвовал  | Не участвовал  | Не участвовал  |
| 2021/22                                                                                  | Торонто     | 4                | 1                | 13,5             | 73,3             | 0,0              | 80,0             | 4,0              | 1,3              | 1,3              | 0,3              | 7,5              | Не участвовал  | Не участвовал  | Не участвовал  | Не участвовал  | Не участвовал  | Не участвовал  | Не участвовал  | Не участвовал  | Не участвовал  | Не участвовал  | Не участвовал  |
| 2023/24                                                                                  | Филадельфия | 2                | 0                | 7,8              | 66,7             | 100,0            | -                | 1,0              | 1,0              | 0,0              | 1,0              | 5,0              | Не участвовал  | Не участвовал  | Не участвовал  | Не участвовал  | Не участвовал  | Не участвовал  | Не участвовал  | Не участвовал  | Не участвовал  | Не участвовал  | Не участвовал  |
|                                                                                          | Всего       | 148              | 6                | 12,3             | 42,2             | 33,1             | 61,8             | 3,1              | 0,7              | 0,3              | 0,3              | 4,4              | 8              | 0              | 5,3            | 50,0           | 20,0           | 100,0          | 1,3            | 0,5            | 0,0            | 0,1            | 2,4            |
| Наведите курсор мыши на аббревиатуры в заголовке таблицы, чтобы прочесть их расшифровку. |             |                  |                  |                  |                  |                  |                  |                  |                  |                  |                  |                  |                |                |                |                |                |                |                |                |                |                |                |

### Статистика в NCAA
| Сезон | Команда | Conf    | Class | GP | GS | MPG  | FG%  | 3P%  | FT%  | RPG | APG | SPG | BPG | PPG  |
| --- | ------- | ------- | ----- | -- | -- | ---- | ---- | ---- | ---- | --- | --- | --- | --- | ---- |
| 2014/15 | Мичиган | Big Ten | FR    | 5  | 0  | 4,8  | 25,0 | 0,0  | 0,0  | 1,2 | 0,0 | 0,0 | 0,6 | 0,4  |
| 2015/16 | Мичиган | Big Ten | SO    | 26 | 0  | 6,1  | 47,4 | 33,3 | 72,7 | 0,7 | 0,3 | 0,2 | 0,4 | 2,7  |
| 2016/17 | Мичиган | Big Ten | JR    | 38 | 36 | 30,4 | 53,8 | 37,3 | 83,3 | 5,3 | 1,3 | 0,5 | 1,5 | 11,0 |
| Всего | Всего   | Всего   | Всего | 69 | 36 | 19,4 | 52,5 | 36,3 | 81,7 | 3,3 | 0,8 | 0,4 | 1,0 | 7,1  |
| Наведите курсор мыши на аббревиатуры в заголовке таблицы, чтобы прочесть их расшифровку Статистика приведена с сайта sports-reference.com |         |         |       |    |    |      |      |      |      |     |     |     |     |      |